# Gaspard Théodore Mollien
Gaspard Théodore Mollien (Párizs, 1796. augusztus 29., – Nizza, 1872. június 28. francia felfedező és diplomata.

## Élete

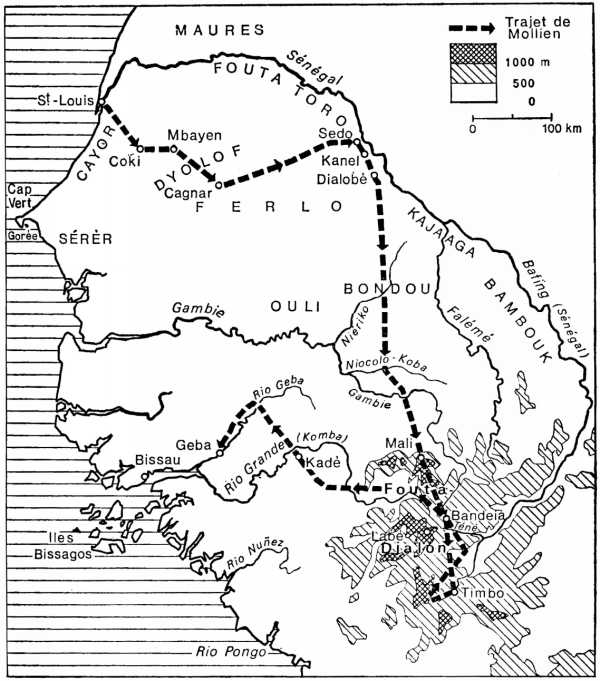
Mollien utja Afrikaban

1816 júliusában utasként hajóra szállt a Medúzára a szenegáli Saint-Louisba. A Cap Blanc-tól délre hajótörést szenvedett. Túlélte a megpróbáltatásokat és végül eljutott Gorée-szigetre, ahol a kórház vezetőjeként dolgozott.
1817-ben felfedezte Zöld-fok-ot Szenegálban és utazást tett a Szenegálon. A következő év folyamán a gyarmati kormányzó megbízta, hogy ismerje meg a Szenegál és a Gambia forrását.
Felmászott a Fouta Dzsallon masszívumra és felfedezte, hogy ennek csúcsainál ered a Korubal, a Gambia és a Bafing.
1819-ben afrikai felfedezéseiért a Becsületrend keresztjével tüntették ki.
1822 elején Kolumbiában állomásozott, majd Haitin, ahol 1828-ban konzulnak nevezték ki. 1831-től 1848-ig Havannában szolgált konzulként.

## Fordítás
- Ez a szócikk részben vagy egészben  a   Gaspard_Théodore_Mollien című angol Wikipédia-szócikk fordításán alapul.  Az eredeti cikk szerkesztőit annak laptörténete sorolja fel. Ez a jelzés csupán a megfogalmazás eredetét és a szerzői jogokat jelzi, nem szolgál a cikkben szereplő információk forrásmegjelöléseként.